# جان كلود بول ريدات
جان كلود بول ريدات هو ممثل عمل في مسرح جامعة ليون سنة 1971 حيث أصبح محترفًا عام 1978. و قد لعب حوالي ستين مسرحية.

## وصلات خارجية
- جان كلود بول ريدات على موقع IMDb (الإنجليزية)
- جان كلود بول ريدات على موقع ألو سيني (الفرنسية)
- جان كلود بول ريدات على موقع أول موفي (الإنجليزية)
- جان كلود بول ريدات على موقع قاعدة بيانات الفيلم (الإنجليزية)
- جان كلود بول ريدات على موقع كينوبويسك (الروسية)